# シャルロッテンブルク＝ヴィルマースドルフ区
シャルロッテンブルク＝ヴィルマースドルフ区 (シャルロッテンブルク＝ヴィルマースドルフく、ドイツ語: Bezirk Charlottenburg-Wilmersdorf) は、ドイツの首都、ベルリンの行政区である。区コードは4。人口は約34万人である。中産階級の多い住宅地とされている。クーアフュルステンダム周辺は「シティ・ウェスト」として、ベルリンの歴史的中心部と並び、中心街としての機能を受け持っている。区内の施設には、ベルリン工科大学、ベルリン芸術大学、ベルリン・ドイツ・オペラ、連邦建設地域計画局、連邦リスク評価研究所、ベルリン・オリュンピアシュターディオンなどがある。

## 地区
当区は7地区に分かれている。
| 地区番号と地区 ・区域 | 面積 (km²) | 人口（人） （2020年12月31日現在） | 人口密度 （人/km²） | 区内地図（地区の位置） |
| --- | ---------- | --------------------------------- | ------------------- | ---------------------- |
| 0401 シャルロッテンブルク - ヴィッツレーベン - クラウゼナー広場 - カーロウスヴェルダー                                                                  | 10.60      | 129,359                           | 12,204              |                        |
| 0402 ヴィルマースドルフ - ラインガウフィアテル | 7.16       | 101,877                           | 14,229              |                        |
| 0403 シュマルゲンドルフ | 3.59       | 22,733                            | 6,332               |                        |
| 0404 グルーネヴァルト | 22.30      | 11,176                            | 501                 |                        |
| 0405 ヴェストエント - ヴィレンコロニー・ヴェストエント - ノイ＝ヴェストエント - ピヒェルスベルク - ルーレーベン - アイヒカンプ住宅地 - ヘーア通り住宅地 | 13.50      | 41,328                            | 3,061               |                        |
| 0406 シャルロッテンブルク＝ノルト - ユングフェルンハイデ - パウル＝ヘルツ住宅地 - プレッツェンゼー - ジーメンスシュタット大団地                         | 6.20       | 19,422                            | 3,133               |                        |
| 0407 ハーレンゼー | 1.27       | 15,497                            | 12,202              |                        |

区内の人口分布は非常に差異が大きい。ヴィルマースドルフ地区（ベルリン全体で第7位）、シャルロッテンブルク地区（11位）とハーレンゼー地区（12位）だが、グルーネヴァルト地区は、ベルリンで最も人口の少ない地区の一つである。グルーネヴァルト地区は、人口は全区のわずか3%であるが、総面積では三分の一以上を占める。しかし地区面積の約85%は、居住不可能な森林地域（グルーネヴァルト）や水域である。人口の三分の二は、シャルロッテンブルク地区とヴィルマースドルフ地区に居住している。ハーレンゼー地区は、 ハンザフィアテル地区に次ぎ、ベルリンで2番目に小さな地区である一方、グルーネヴァルト地区は、ベルリンでも大きな地区に数えられる。

## 人口
シャルロッテンブルク＝ヴィルマースドルフは、中産階級の多い地区とされている。シャルロッテンブルク＝ヴィルマースドルフ区の人口は、2020年12月31日では343,592人であり、面積は64.7km²である。人口密度は前記基準日では1km²あたり約5,309人である。2012年12月31日時点の外国人の割合は20.2%だったが、移民の背景を持つ人口の割合は36.0%であった。失業率は2013年4月30日時点で10.7%であった。2012年12月31日時点の区民平均年齢は45.7歳であった。

## 歴史

2010年のシャルロッテンブルク＝ヴィルマースドルフ区の人口ピラミッド

当区は2001年1月1日に、シャルロッテンブルク区とヴィルマースドルフ区（両区とも旧西ベルリン）の合併により成立した。
2009年5月25日に区は、連邦政府から「多様性の場」という称号を受けた。

### シャルロッテンブルク
起源は集落「リーツェンブルク (Lietzenburg)」に遡る。元の名を「リーツォウ」といった。この地に女王ゾフィー・シャルロッテの結婚を記念し、シャルロッテンブルク宮殿が建設され、1705年には都市シャルロッテンブルク (Stadt Charlottenburg)  となった。1920年に大ベルリンに編入されるまで、シャルロッテンブルクはプロイセンで最も裕福な都市に発展した。

### ヴィルマースドルフ
現在のヴィルマースドルフ地区は1220年以降に成立した。18世紀半ばには、ベルリン市民が当時の「ドイチュ＝ヴィルマースドルフ (Deutsch-Wilmersdorf)」に土地や農村家屋の購入を始め、ヴィルヘルムスアウエに夏の別荘を構えた。1907年4月1日よりヴィルマースドルフは、テルトウ郡から離脱し、独立した都市郡 (Stadtkreis) となった。1912年から都市名は「ベルリン＝ヴィルマースドルフ」となった。1920年10月1日に大ベルリンに編入された。

## 名所

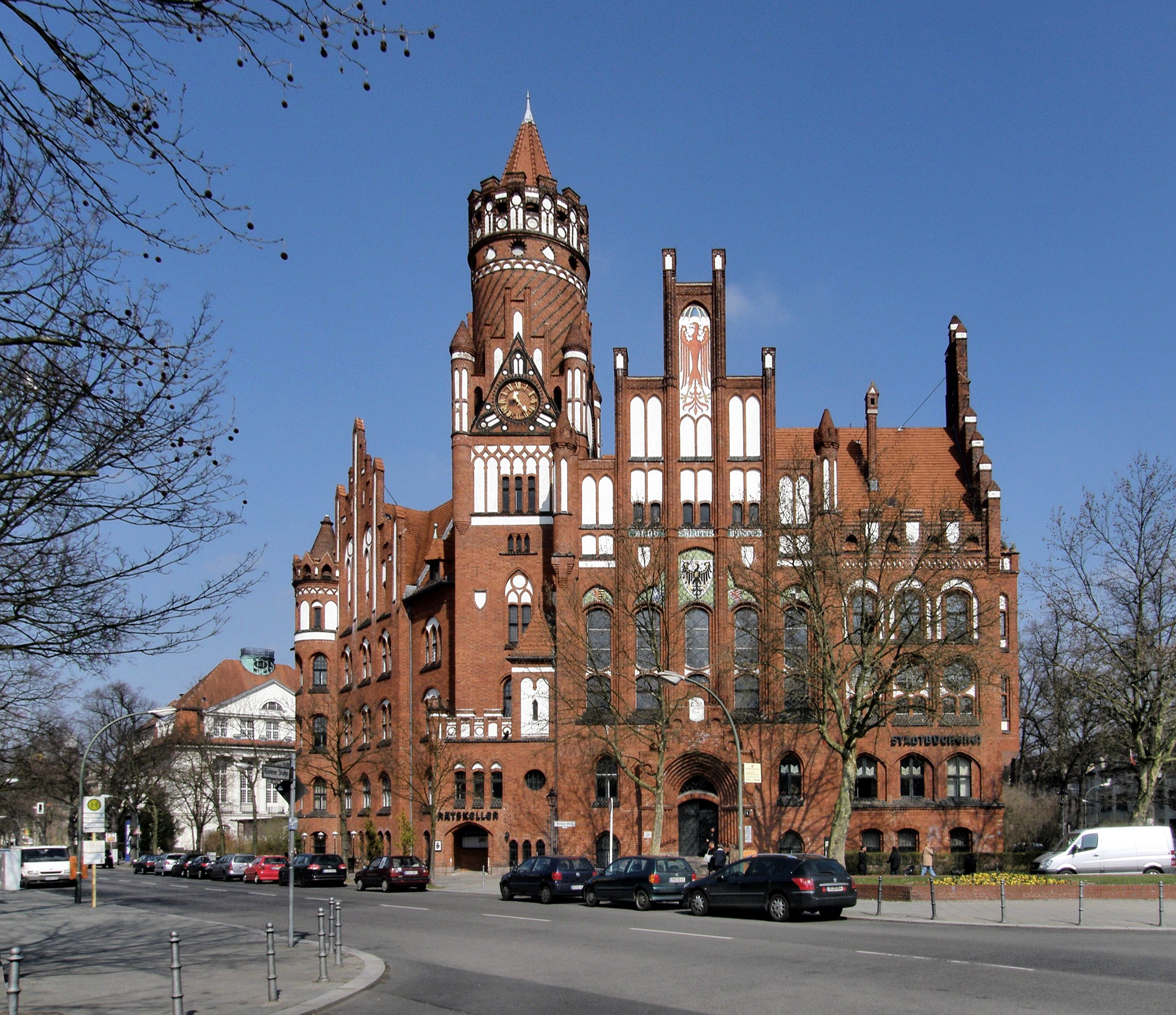

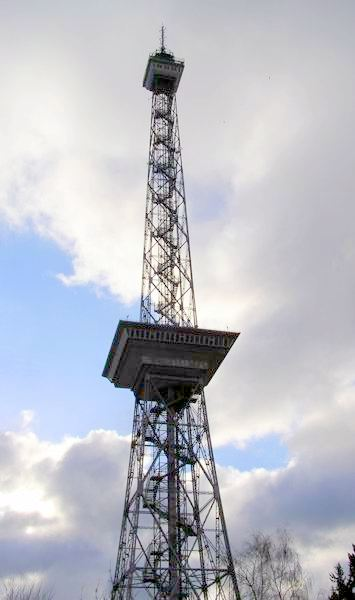

- グルーネヴァルト塔（ドイツ語版）
- シュマルゲンドルフ（ドイツ語版）の聖十字架教会（ドイツ語版）
- シュマルゲンドルフ村落教会（ドイツ語版）
- シュマルゲンドルフ庁舎（ドイツ語版）
- グルーネヴァルト駅（ドイツ語版）の17番線追悼碑（ドイツ語版）
- ベルリン芸術家コロニー（ドイツ語版）
- シルトホルン（ドイツ語版）のヤクサ・フォン・ケーペニック（ドイツ語版）記念碑
- ユリウス＝モルゲンロート広場（ドイツ語版）のマルコ・マルリッチ（ドイツ語版）像
- シャルロッテンブルク宮殿
- ギールケ広場（ドイツ語版）のルイーゼ教会（ドイツ語版）（カール・フリードリヒ・シンケル設計）
- シャルロッテンブルク庁舎（ドイツ語版）
- ベルリン無線塔（ドイツ語版）
- メッセ会場とベルリン国際会議センター（ドイツ語版） (ICCベルリン)
- ベルリン・ドイツ・オペラ
- レニーン広場のシャウビューネ（ドイツ語版）（劇場）
- テアーター・デス・ヴェステンス（ドイツ語版）（「西の劇場」の意）
- ルネサンス劇場（ドイツ語版）
- シラー劇場（ドイツ語版）
- ベルリン・オリュンピアシュターディオンとベルリン・オリンピック施設（ドイツ語版）
- カイザー・ヴィルヘルム記念教会、オイローパ＝センター（ドイツ語版）、地球の泉（ドイツ語版）（「水団子 (Wasserklops)」）のあるブライトシャイト広場（ドイツ語版）
- プレッツェンゼー記念館（ドイツ語版）
- アルフレート・フルドリチュカ（ドイツ語版）制作のプレッツェンゼーの死の舞踏（ドイツ語版）（プレッツェンゼー教区センター（ドイツ語版））
- シュテーセン湖（ドイツ語版）とルーペンホルン（ドイツ語版）の段丘崖
- オッペンハイム邸（ドイツ語版）
- ベルリン国立博物館群
  - 先史・原史時代博物館（ドイツ語版）
  - ベルクグリューン美術館（ドイツ語版）
  - 写真博物館（ドイツ語版） / ヘルムート・ニュートン財団（ドイツ語版）
  - シャルフ＝ゲルステンベルク・コレクション（ドイツ語版）
  - 石膏像工房（ドイツ語版）

## 紋章

シャルロッテンブルク＝ヴィルヴィルマースドルフ区の紋章は、ベルリン市参事会から2001年9月4日に授与された。
紋章記述：「盾の中部には、銀と青に交互に塗り分けられたユリが3つある。下部は、金地に青の城門が置かれ、鋸壁と黒の落とし格子がつく。側塔の屋根はドーム型で、中ほどのものは寄棟屋根である。その上に旗がつき、右は黒と銀、左は赤と銀である。側塔にはそれぞれ盾がつき、右には銀地に金の王冠をかぶり、金の爪と嘴をもつ黒い鷲があり、翼には金の三つ葉の茎、胸には金の組み合わせ文字「FR」が置かれ、金色の王冠の意義を高める。盾の上部には赤く3つの塔がついた城壁冠があり、中ほどにはベルリンの紋章がつく。」
説明：この紋章はシャルロッテンブルク区とヴィルマースドルフ区の紋章をもとにつくられた。下部は、鋸壁をもつ青の城門が置かれ、中ほどの通路に黒の落とし格子がつく。この要素はシャルロッテンブルクものであり、その歴史に由来する。前側の塔はプロイセン王国を象徴し、プロイセンの鷲と黒と白の旗がつく。対して後ろ側の塔は、ハノーファー家を表し、飛び跳ねる馬と赤と白の旗がつく。シャルロッテンブルク宮殿の要素の他に、青と銀の3つのユリがあるが、これはヴィルマースドルフ区の紋章に由来する。この要素はヴィルマースドルフを設立し、1802年に断絶した一族を表す。城壁冠はベルリン全区の紋章に共通の意匠である。

## 姉妹都市

### 国外
- アペルドールン（オランダ）旧ヴィルマースドルフ区、1968年1月5日
- ブダペスト（第五区、ハンガリー）旧シャルロッテンブルク区、1998年6月9日
- ガニー（フランス）旧ヴィルマースドルフ区、1992年
- グラッドサクセ（デンマーク）旧ヴィルマースドルフ区、1968年1月5日
- カルミエル（ドイツ語版）（イスラエル）旧ヴィルマースドルフ区、1985年1月16日
- キエフ＝ペチェルスク（英語版）（ウクライナ）旧ヴィルマースドルフ区、1991年2月21日
- ルイシャム・ロンドン特別区（イギリス）旧シャルロッテンブルク区、1968年3月19日
- リンツ（オーストリア）旧シャルロッテンブルク区、1998年6月9日
- ミエンジジェチュ（ドイツ語版） （ポーランド）旧ヴィルマースドルフ区、1993年6月11日
- オル・イェフダ（イスラエル）旧シャルロッテンブルク区、1966年
- スプリット（クロアチア）旧ヴィルマースドルフ区、1970年5月5日
- サットン・ロンドン特別区（イギリス）旧 ヴィルマースドルフ区、1968年4月18日
- トレント（イタリア）旧シャルロッテンブルク区、1966年5月11日

### 国内
- バート・イーブルク（ニーダーザクセン州）旧シャルロッテンブルク区、1980年11月10日
- ラインガウ＝タウヌス郡（ヘッセン州）旧ヴィルマースドルフ区、1991年6月20日、1972年9月5日から協力関係
- フォルヒハイム郡（バイエルン州）旧ヴィルマースドルフ区、1972年8月23日、1974年から協力関係
- クルムバッハ郡（バイエルン州）旧ヴィルマースドルフ区、1991年8月23日
- マールブルク＝ビーデンコップフ郡（ヘッセン州）旧シャルロッテンブルク区、1991年4月18日
- ヴァルデック＝フランケンベルク郡（ヘッセン州）旧シャルロッテンブルク区、1988年11月26日
- マンハイム（バーデン＝ヴュルテンベルク州）旧シャルロッテンブルク区、1962年5月28日
- ミンデン（ノルトライン＝ヴェストファーレン州）旧ヴィルマースドルフ区、1968年1月5日

## 参考資料
1. 1 2 3  ベルリン州における2020年12月31日時点の登録人口、資料：ベルリン＝ブランデンブルク統計局（ドイツ語版） (PDF)（ヘルプ）。
2. 1 2  Statistischer Bericht – Einwohnerinnen und Einwohner im Land Berlin am 31. Dezember 2012 (PDF; 3,1 MB). Amt für Statistik Berlin-Brandenburg. Abgerufen am 18. Juni 2013.
3. ↑  Arbeitslosigkeits-Atlas – Arbeitslosigkeit in Berlin – Zahlen und Quoten in der Stadt und in den Bezirken. Berliner Morgenpost. Abgerufen am 18. Juni 2013.
4. ↑  Hoheitszeichen von Berlin – Bezirkswappen